# Ziegelhütte auf dem Ostanger
Ziegelhütte auf dem Ostanger ist eine Wüstung auf dem Gemeindegebiet der kreisfreien Stadt Schwabach (Mittelfranken, Bayern).

## Geographische Lage
Die Einöde lag auf einer Höhe von 350 m ü. NHN und war von Acker- und Grünland umgeben. Ziegelhütte lag 1,3 km südöstlich des Stadtzentrums von Schwabach.

## Geschichte
Ziegelhütte auf dem Ostanger wurde erstmals in den um 1860 entstandenen Positionsblättern des Königreichs Bayern verzeichnet. Der Ort wurde in einer topographischen Karte des Jahres 1951 letztmals verzeichnet und ist mittlerweile überbaut.

## Einwohnerentwicklung
| Jahr        | 001871 | 001885 |
| Einwohner   | 7      | 9      |
| Wohngebäude |        | 1      |
| Quelle      | [ 3 ]  | [ 4 ]  |

## Religion
Ziegelhütte auf dem Ostanger war evangelisch-lutherisch geprägt und in die Stadtkirche St. Johannes und St. Martin (Schwabach) gepfarrt.